# Éric Tomamichel
Pas d'image ? Cliquez ici

a Compétitions nationales et continentales officielles uniquement.

Dernière mise à jour le 7 août 2021.
Éric Tomamichel , né le 11 juin 1989, est un joueur français de rugby à XV qui évolue au poste d'ailier ou d'arrière.

## Biographie
Éric Tomamichel est formé au CS Bourgoin-Jallieu, avant de rejoindre le Lyon OU pendant quatre saisons. Après avoir fait ses débuts professionnels à Lyon, il fait son retour à Bourgoin en 2013. Il est contraint de prendre sa retraite sportive en 2015 à cause de problèmes récurrents à l'épaule.